# 2011년 10월
| 2011년: 1월 · 2월 · 3월 · 4월 · 5월 · 6월 · 7월 · 8월 · 9월 · 10월 · 11월 · 12월 |

| <          | 2011년 10월 | 2011년 10월 | 2011년 10월 | 2011년 10월  | 2011년 10월 | >          |
| 일         | 월          | 화          | 수          | 목           | 금          | 토         |
|            |             |             |             |              |             | 1 9.5 기축 |
| 2 6 경인   | 3 7 신묘    | 4 8 임진    | 5 9 계사    | 6 10 갑오    | 7 11 을미   | 8 12 병신  |
| 9 13 정유  | 10 14 무술  | 11 15 기해  | 12 16 경자  | 13 17 신축   | 14 18 임인  | 15 19 계묘 |
| 16 20 갑진 | 17 21 을사  | 18 22 병오  | 19 23 정미  | 20 24 무신   | 21 25 기유  | 22 26 경술 |
| 23 27 신해 | 24 28 임자  | 25 29 계축  | 26 30 갑인  | 27 10.1 을묘 | 28 2 병진   | 29 3 정사  |
| 30 4 무오  | 31 5 기미   |             |             |              |             |            |

| - 10월 5일 - 스티브 잡스 - 10월 12일 - 데니스 리치 - 10월 20일 - 무아마르 카다피 편집하기 |

## 2011년10월 31일(월요일)
사회
- 국제 연합 인구 기금(UNFPA)은 31일에 세계 인구가 70억 명을 돌파할 것이라고 밝혔다.(서울신문)
- 세계 인구가 올해 70억명을 돌파할 것으로 예상되는 가운데 필리핀 정부는 31일(현지시간) 마닐라의 한 국영병원에서 태어난 아기를 세계 70억번째 사람이라고 상징적으로 선정했다.(연합뉴스)

스포츠
- 삼성 라이온즈가 2011년 대한민국 프로 야구 리그의 포스트 시즌 중 리그 우승팀을 결정짓는 한국시리즈에서 SK 와이번스를 4승 1패로 격파하고 우승했다.

국제
- 유네스코(UNESCO)는 팔레스타인의 정회원 가입안을 가결하였다.(연합뉴스)

## 2011년10월 28일(금요일)
사회
- 대한민국 강남역에서 정자역까지 잇는 신분당선이 개통하였다.
- 새로운 배기가스 규정을 통과하지 못한 차들이 모두 단종되었다.

## 2011년10월 26일(수요일)
정치 및 선거
- 대한민국 재보궐선거가 42개 선거구에서 실시되었다.

재난
- 태국의 최대 강이자 수도 방콕을 가로지르는 짜오프라야강이 2011년 태국 홍수로 범람 위기에 직면하면서 방콕이 침수될 위기에 처했다.(문화일보)

## 2011년10월 23일(일요일)
정치 및 선거
- 아르헨티나 대통령 크리스티나 페르난데스 데 키르치네르가 재선에 성공하였다.(The Guardian)

재난
- 7.3 강도의 지진이 튀르키예의 도시 반에서 일어났다.(CNN)

## 2011년10월 21일(금요일)
- 국제도량형총회에서는 120년 이상 킬로그램의 정의로 사용된 '국제 킬로그램 원기(原器)'를 폐지하고, 새로운 정의를 도입하기로 했다.(연합뉴스)

## 2011년10월 20일(목요일)
분쟁
- 2011년 리비아 내전: 시르테에서 생포된 리비아의 전 국가원수 무아마르 카다피가 생포 과정에서 얻은 총상으로 사망하였다. (DNA)

## 2011년10월 19일(수요일)
문화
- 아일랜드의 팝 음악 그룹 웨스트라이프가 결성 14년 만에 해체를 선언하였다. (The Telegraph)

## 2011년10월 18일(화요일)
분쟁
- 2011년 시리아 봉기: 시리아의 도시 홈스에서 치안군부 와 탱크 부대가 반정부 시위대에 공격을 가해 최소 25명이 사망했다. (Reuters) 보관됨 2011-10-19 - 웨이백 머신
- 케냐군부가 공군 부대로 소말리아에 진격하면서 알샤바브에 접근한 것으로 알려졌다. (BBC)

비즈니스와 경제
- 무디스가 스페인의 신용등급을 A1으로 내리면서 스탠다드푸어스와 피치 사의 방침과 같은 결정을 취했다. (Wall Street Journal)
- 인플레이션 억제 조치에 따라 중화인민공화국의 GDP가 2011년 3/4분기 9.9%로 주춤했다. (News Limited) 보관됨 2011-10-18 - 웨이백 머신
- 모토롤라가 세계에서 가장 초경량인 Droid RAZR 제품을 공개했다.(MSNBC)
- 타이완의 스마트폰 제조업체인 HTC가 제기한 애플 사의 특허 침해 소송에 대해 미국 국제무역위원회가 원고 패소 판결을 내렸다.(BBC)

국제관계
- 이스라엘과 팔레스타인 군부 하마스가 길라드 샬리트 죄수 교환을 시작하면서 길라드 샬리트 병장이 1,027명의 팔레스타인인 석방을 조건으로 하여 풀려났다.(CNN) (The Guardian) (The Jerusalem Post)
- 힐러리 클린턴이 리비아 수도인 트리폴리에 리비아 국가과도위원회와의 결집 강화를 위해 예정 없던 방문을 했다. (BBC)

## 2011년10월 15일(토요일)
군사와 테러
- 2011년 예멘 봉기: 예멘의 수도 사나에서 반정부시위를 벌이다 정부군의 최루탄 발포와 탄약 발사로 최소 9명이 사망하고 수십명이 부상당했다.(VoA) (BBC)
- 알카에다의 아라비아 언론지부장 이브라힘 알바나가 샤브와 공군기 공습으로 금요일에 6명의 군인과 함께 사망했다고 예멘 관리들이 발표했다.(BBC)
- 아프가니스탄과 미국 군이 판지시르주에 주둔하고 있는 북대서양조약기구의 기지 근처에 있던 탈리반 공습 세력을 격퇴해 4명이 사망했다.(Washington Post) (BBC)

경제
- 미국 재무부가 소비자물가가 9월에만 1.1% 상승해 7개월만에 가장 높은 상승률을 기록했다고 발표했다.(BBC)

정치 및 선거
- 월가 점거 사태:
  - 2011년 10월 15일 전 세계적인 금융가 점거 단체 행동을 예고한 가운데 관련 활동가들이 세계 여러 도시에 모여들었으며 시드니, 부쿠레슈티, 타이베이, 도쿄, 베를린, 토론토, 마드리드 등 세계 주요 조시들에 대규모 군중 집회가 열렸다.(BBC) (XinHua net) (Seattle Times) (BusinessWeek) (Maclean's) (Wall Street Journal)(Toronto Sun)
  - 로마에서 폭동 경찰이 평화롭던 시위 세력에 침투한 무장 시위 세력들과 충돌하면서 보도된 수치로만 최소 70명이 체포되었다.(BBC)

스포츠
- 프랑스 럭비 대표팀이 웨일스 대표팀을 9-8로 2011 럭비월드컵에서 이기면서 뉴질랜드 오클랜드에서 열리는 준결승전에 진출권을 따냈다.(The Telegraph)
- 네덜란드 야구 국가대표팀이 1938년 아마추어 월드시리즈 이후 유럽 국가로는 최초로 2011 야구 월드컵에서 쿠바 야구대표팀을 2-1로 꺾고 우승했다.(Nu.nl) 보관됨 2020-11-19 - 웨이백 머신

기념일
- [[최유진][이진선][결혼기념일]]:

## 2011년10월 14일(금요일)
경제
- 수천명의 대기 승객들이 칸타스 항공의 기술 인력 파업으로 비행 취소 등 여러 어려움을 겪게 될 것을 보인다.(SBS)[깨진 링크(과거 내용 찾기)]
- 신용평가회사인 스탠다드 앤 푸어스가 유럽 재정위기가 격화되면서 부정적인 지표로 스페인의 신용 등급을 AA-로 하향조정했다. (Bloomberg)

재난
- 6.7 강도의 지진이 파푸아뉴기니의 도시 래를 강타했다.(ABC News Australia)

정치
- 이탈리아의 총리 실비오 베를루스코니가 의회에서 열린 재신임투표에서 316:301로 임기 지속에 선공했다.(New York Times)(International Business Times)
- 영국의 국방부 장관 리암 폭스가 아담 웨리티와의 전력에 대한 의혹으로 사임을 발표했다. (BBC)

과학
- 스트로마톨라이트의 군락이 자이언츠코즈웨이와 연안에서 발견됐다.(BBC)

## 2011년10월 12일(수요일)
경제
- 미국 의회가 한미 자유 무역 협정을 최종 통과시켰다.

재난
- 뉴질랜드의 총리 존 키가 현재 좌초되어 심각한 원유 유출을 일으키고 있는 MV Rena호의 기름이 타우랑가 해변과 습지로까지 번질 것을 우려한다고 발표했다. (New Zealand Stuff)

정치와 선거
- 버마 군부가 6000명이 넘는 반체제인사를 비롯한 투옥수를 대규모 사면하기로 했다. (AP via Google News)
- 오스트레일리아 탄소세
  - 오스트레일리아 하원이 줄리아 길버드 내각의 탄소세 입법안을 가결했다.(Sydney Morning Herald)

국제
- C (프로그래밍 언어)의 개발자이자 유닉스의 개발자인 데니스 리치가 70세로 사망하였다. (OSNews)

문화
- 대한민국의 비지상파 종합영화채널인 시네마TV를 개국해 한양방송에서 운영하였다.

## 2011년10월 11일(화요일)
군사
- 중화인민공화국이 러시아에 이어 시리아 정부에 경고하였으며 야당 시리아 국가위원회는 이집트의 지지를 얻는 한편 리비아의 승인을 얻었다.(CNN)
- 유럽연합이 벨라루스, 이란, 시리아에 대한 제재를 강화하기로 하면서 리비아의 국가과도위원회에 대한 지지를 보내는 한편 시리아의 바샤르 알 아사드 대통령의 사임을 요구했다.(CNN)

경제
- 미국 상원이 위안화 절상 압박 법안이 통과되어 절하된 위안화의 가치를 높이라는 압력을 보냈다.(Reuters) 보관됨 2011-10-12 - 웨이백 머신
- 유럽재정안정기금의 증액안이 슬로바키아 의회에서 부결하면서 그리스 지원 문제가 일어날 것으로 보인다.(Market Watch via The Australian)

국제 관계
- 이스라엘 내각이 하마스와 포로 교환에 합의했다. 이스라엘 상병 길라드 샬리트가 5년 만에 석방되었고 이스라엘은 그 대가로 이스라엘에 볼로로 잡힌 천 명의 팔레스타인 죄수를 석방하는 데 합의했다. 일부는 이스라엘 민간인을 대상으로 한 살인 공격 계획 및 모의로 종신형을 받은 사람들까지 포함됐다.(Xinhuanet) (Ynet)

법률 및 전쟁
- 율리아 티모셴코, 전 우크라이나 총리가 러시아와의 가스 공급 계약 시 직권을 남용했다는 이유로 7년형을 선고 받았다. (BBC)

## 2011년10월 10일(월요일)
경제
- 미국 경제학자인 토머스 사전트와 크리스토퍼 심스가 2011년 노벨 경제학상을 공동으로 수상했다. (노벨경제학상에 美 심스·사전트)[깨진 링크(과거 내용 찾기)]

## 2011년10월 9일(일요일)
경제
- 독일과 프랑스 정부가 유동성 위기를 겪고 있는 유럽의 은행들을 구제하는데 합의했다.

## 2011년10월 8일(토요일)
군사/테러
- 2011년 리비아 내전: 긴 유혈 사태 끝에 과도정부군이 시르테 시 내부로 진격하기 시작했으며 친카다피 군의 극렬한 저항이 지속되고 있다.(Channel 4 News)

국제관계
- 유엔난민기구가 새로운 난민수용소를 에티오피아 서부에 열어 수단과 남수단에서 건너온 난민을 수용한다고 밝혔다.(BNO News)

법률/범죄
- 인도네시아 경찰이 서자바 주의 치르본에 있는 모스크에 자살 공격을 시도한 사건과 연관이 있는 것으로 보이는 4명을 체포했다.(Jakarta Post)

스포츠
- 경마에서 오스트레일리아의 암말인 블랙 캐비어가 남반구 최고의 명마였던 파 랩(Phar Lap)과 동률인 14연승의 기록을 세웠다. (ABC News Australia)

## 2011년10월 7일(금요일)
국제
- 라이베리아의 엘런 존슨설리프와 리마 보위, 예멘의 타우왁쿨 카르만이 노벨 평화상 공동 수상자로 선정되었다.
- 대한민국의 청와대 대외전략비서관인 김태효가 조선민주주의인민공화국이 제3차 핵실험을 한미 양자 대화 내지는 6자회담이 열리지 않거나 성과가 없을 시 감행할 수 있을 것으로 본다고 경고했다. (Yonhap)

스포츠
- 2011년 대한민국 프로 야구의 포스트 시즌이 시작되었다.

군사
- 계속되고 있는 아프가니스탄 전쟁이 2001년 이후 10년째에 접어들었으며 국제안보지원군(International Security Assistance Force)의 사망자 수는 2,670명에 이른 것으로 파악됐다. (AFP→ Sydney Morning Herald)

재난
- 중화인민공화국의 톈진시에서 고속도로 사고로 최소 35명이 사망했으며 안휘성 방향 부근에서는 24중 추돌사고가 일어나 10명이 사망했다. (Xinhua) (China Daily)

법률과 범죄
- 뉴욕 경찰부(New York Police Department, NYPD)가 퀸스 자치구에 거점을 둔 개인정보 유출 범죄조직과 이를 매개로 한 범죄 조직을 대대적으로 검거하여 110명이 넘는 범죄자들을 체포했다. 이는 미국 역사상 가장 큰 규모의 개인정보 유출 범죄 관련 조직으로 연간 1,300만 달러를 챙긴 것으로 발각됐다. (New York Daily News) (로이터) 보관됨 2011-10-08 - 웨이백 머신

정치와 선거
- 앨리슨 레드포드가 알베르타 주 진보보수연합 당 후보로서 당선되어 캐나다 알베르타 주 최초의 여성 주지사고 취임하게 되었다. (CBC)
- 미국에서 월가 점거 사태가 뉴욕 시를 너머 다른 도시로 확대되기 시작했다. (Reuters) 보관됨 2011-10-09 - 웨이백 머신 (BBC)

## 2011년10월 6일(목요일)
예술
- 토마스 트란스트뢰메르가 108번째 노벨 문학상을 수상하였다.
- 아시아의 대표적인 영화제인 부산국제영화제가 올해 16회를 맞이하여 개관한 영화의전당에서 성대하게 개막했다.

## 2011년10월 5일(수요일)
정치
- 당초 사퇴할 것으로 알려졌던 민주당의 손학규 대표가 사퇴를 철회하였다.

사회
- 전라선 복선화 공사가 마무리되어 전라선 KTX가 개통하였다.

국제
- 애플의 창립자 스티브 잡스가 사망하였다.
- 애플은 아이폰 5를 발표할 예정이었지만 아이폰 4S를 발표한다.

## 2011년10월 4일(화요일)
정치
- 대한민국 민주당의 손학규 대표가 경선 패배와 관련하여 사의를 표명하였다.

경제
- S&P가 영국의 신용등급을 AAA로 유지하기로 했다.
- 한미 자유무역협정 FTA가 미국 의회에서 비준절차에 착수했다.

사회
- 일본 이시카와현에서 표류했던 탈북자 9명이 한국으로 송환되었다.
- 캄보디아에서 지난 두 달간 홍수로 사망한 피해자가 최소 150명이라고 현지 언론이 보도했다.

## 2011년10월 3일(월요일)
정치
- 야권의 서울시장 후보로 무소속 박원순 변호사가 선출되었다.

사회
- 2011년 노벨 생리학·의학상 공동 수상자인 랠리 슈타인먼이 췌장암으로 9월 30일 사망했다고 뉴욕 록펠러 대학교가 밝혔다.

## 2011년10월 2일(일요일)
정치
- 성차별 발언과 관련하여 데이비드 캐머런 영국 총리가 뒤늦게 사과했다.연합뉴스

군사/테러
- 독일에서 불법으로 무기를 제조한 이슬람인 4명이 체포되었다. 경찰은 이들이 이슬람 극단주의자들과의 연계 여부를 조사하고 있다. 연합뉴스

## 2011년10월 1일(토요일)
군사/테러
- 2011년 리비아 내전: 극심한 공습지가 되고 있는 시르테에서 사태가 더욱 격화되면서 국제적십자사 구호요원들이 의약품 수급에 큰 어려움을 겪고 있는 것으로 밝혀졌다. 인도주의 단체들의 피해가 우려되면서 리비아 국가과도위원회 군은 유럽의 구호 단체 차량에 대한 안전로를 마련하기 위해 나섰다.(Reuters) 보관됨 2011-10-02 - 웨이백 머신

법률/범죄
- 파키스탄의 정치인 살만 타시르를 살해했다고 자백한 말리크 뭄타즈 카드리가 파키스탄 법정에서 사형을 선고 받았다. (Express Tribune)